# Christian Oberbichler
Christian Oberbichler (14 augustus 1992, Frauenfeld) is een Zwitserse langebaanschaatser. Oberbichler schaatste in 2014 als eerste Zwitser op de 500m een tijd onder de 36 seconden. Oberbichler won in 2020 samen met zijn landgenoten Oliver Grob en Livio Wenger een bronzen medaille op de teamsprint bij het EK schaatsen. Dit was een voor het Zwitserse schaatsen historische prestatie.

## Records

### Persoonlijke records
| Afstand      | Tijd     | Datum            | Baan           |
| ------------ | -------- | ---------------- | -------------- |
| 500 meter    | 35,41    | 11 februari 2020 | Salt Lake City |
| 1000 meter   | 1.10,18  | 8 maart 2020     | Salt Lake City |
| 1500 meter   | 1.49,98  | 7 november 2015  | Calgary        |
| 3000 meter   | 4.11,41  | 12 maart 2017    | Calgary        |
| 5000 meter   | 7.29,46  | 14 maart 2012    | Calgary        |
| 10.000 meter | 17.12,28 | 20 december 2009 | Innsbruck      |

(laatst bijgewerkt: 2 juli 2020)

## Resultaten
| Jaar | WK Afstanden  | WK Junioren                  |
| ---- | ------------- | ---------------------------- |
| 2009 |               | 22e 500m DQ 1000m 47e 1500m  |
| 2010 |               | 18e 500m 27e 1000m 45e 1500m |
| 2011 |               | 15e 500m 25e 1000m 50e 1500m |
|      |               |                              |
| 2020 | 5e teamsprint |                              |
| 2021 | 21e 500m      |                              |